# Concatedral de Santa María (Castellón)
La concatedral de Santa María la Mayor, también llamada iglesia de Santa María la Mayor en Castellón de la Plana (España) es un templo de estilo gótico valenciano con posteriores intervenciones historicistas y en estilo neogótico. Está situada en la Plaza Mayor, junto al Ayuntamiento y la torre campanario independiente conocida como El Fadrí.
Se inicia la construcción del templo en el siglo XII. Destruido por un incendio, se reanudan las obras a mediados del siglo XIV, siendo ampliadas a principios del siglo XV por el maestro de obras Miguel García de Segorbe, y siendo consagrado el templo en 1549.
La planta era de una sola nave dividida en cinco tramos, ábside pentagonal con dos capillas laterales y una central para el coro, así como capillas entre los contrafuertes, cubriéndose con bóvedas de crucería sobre los tramos y con bóveda estrellada sobre el ábside.
El templo contaba con tres portadas: dos laterales, situadas en el tercer tramo de la nave, y otra en la fachada principal, siendo estas junto con algunas claves, los únicos elementos conservados en su reconstrucción.
En 1662, con trazas de Juan Ibáñez, se construye la capilla de la Comunión de planta de cruz griega y cubierta con cúpula en el centro y bóvedas de medio cañón en brazos, la cual abría en el tramo de los pies del lado de la Epístola.
La concatedral de Santa María, declarada en 1931 Monumento Histórico-Artístico Nacional, fue incendiada premeditadamente el 24 de julio de 1936 en los primeros días de la Guerra Civil y derribada meses después por un acuerdo municipal. Su reconstrucción, comenzada en 1939 a partir de un proyecto de Vicente Traver Tomás basado en las trazas del templo desaparecido, acabó en 1999.

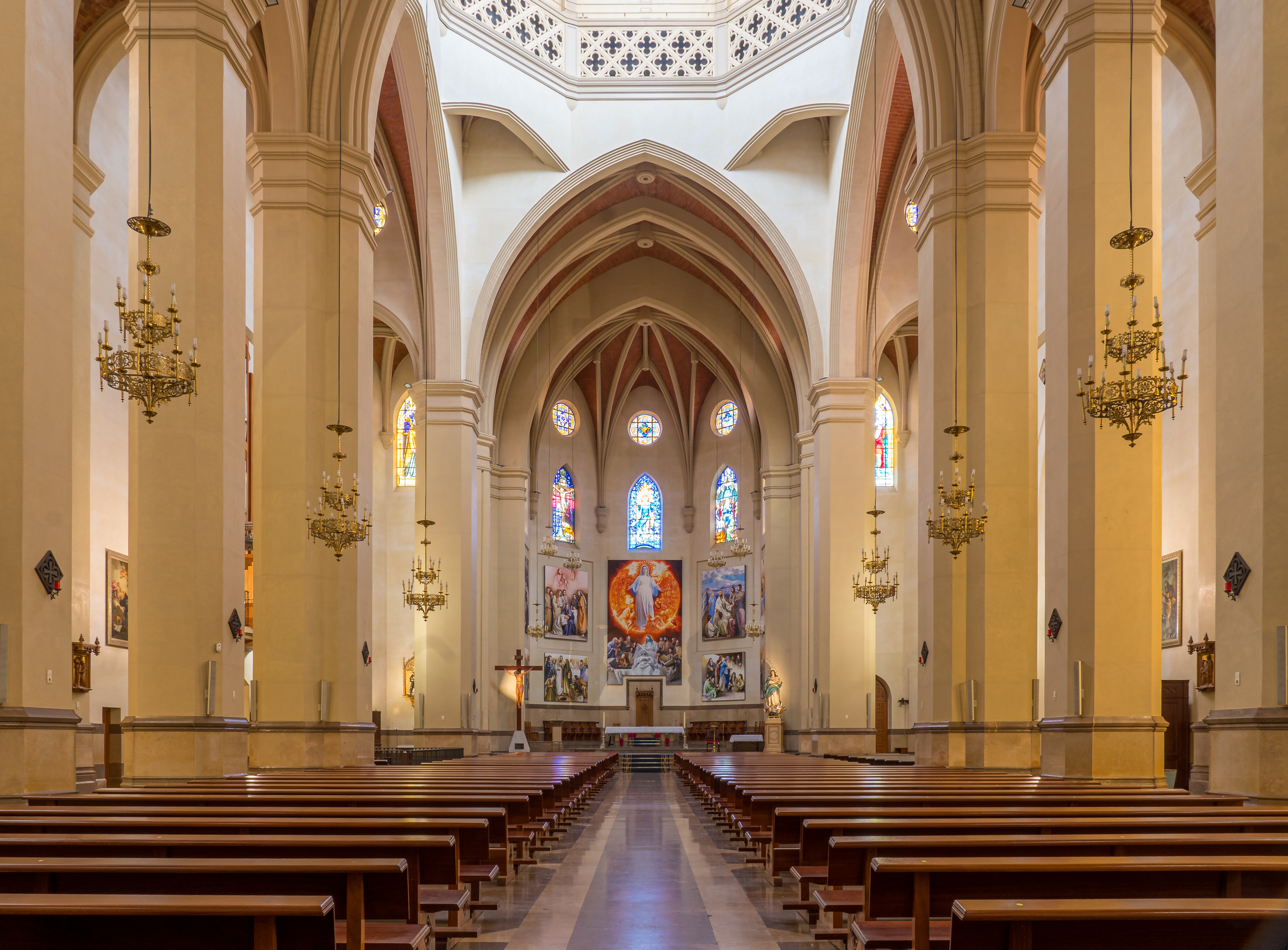
Nave mayor

El templo actual que ocupa una manzana completa tiene planta de cruz latina con tres naves y un ábside pentagonal. La nave central se remarca con pilares octogonales, de los que arrancan los arcos fajones. Las naves se cubren con bóveda de crucería, siendo la de la cabecera de media estrella y el crucero, con cimborrio, cubre también con bóveda estrellada.

## Historia
La primera, conocida como la Iglesia Mayor, fue creada tras el permiso de traslado y la fundación de la ciudad. Se trataría según las referencias, de un templo sencillo, que ya utilizarían los fieles para rendir culto a Santa María en 1272. El incendio producido en 1340, debido a la negligencia del rector de Santa María, mossen Francés Oliveres, condenado a pagar la restauración, pudo ser la causa de su enorme deterioro o, como apuntan otros historiadores, también pudo ser víctima de un terremoto también recogido en las crónicas de la ciudad.
Lo cierto es que los documentos constatan fuertes inversiones para reconstruir la ‘segunda’ Iglesia Mayor de Santa María, que comenzaron el 26 de diciembre de 1409. Aquel nuevo templo rompía con la dinámica románica e incorporaba nuevas técnicas de construcción y un estilo gótico meridional. La piedra utilizada provenía de Mallorca. Poco a poco y con el paso de los años, la Iglesia de Santa María se fue ampliando y fue embelleciendo su estructura.
Cuando se proclamó la II República, el 14 de abril de 1931, surgieron opiniones en torno a la idoneidad, de mantener el templo en un lugar tan señalado de la ciudad. Algunas corrientes de pensamiento llegan incluso a apuntar en la conveniencia de ‘eliminar’ el templo para urbanizar el centro urbano con una imagen más diáfana. Todo ello pese a que Santa María había sido declarada Bien de Interés Nacional.
En la sesión de constitución del Ayuntamiento de Castellón, del Frente Popular, el 16 de febrero de 1936, presidido por Manuel Aragonés Cucala, ya se mencionó la posibilidad antes comentada en su propuesta para “que nos asociemos todos en una labor de progreso que ha de transformar Castellón en una gran ciudad”.
El 2 de junio de 1936, el ayuntamiento ordena la demolición de la Iglesia de Santa Clara, porque el Ayuntamiento necesitaba ese solar para "un completo y ordenado aprovechamiento del total edificio y fijar nuevas alineaciones urbanas, de las calles en que se encuentra enclavado y porque sin la apropiación del solar de la iglesia, se imposibilita en grado sumo sacar el debido rendimiento, higienizar las callejas adyacentes y dar ocupación a la necesitada clase obrera, remediando en parte el paro forzoso de la ciudad".
Un mes después (17 de julio de 1936) comenzaría el golpe de Estado ilegítimo contra la República y por tanto, la Guerra Civil. El 24 de ese mismo mes, un grupo de anarquistas provocan un incendio en la iglesia de Santa María que destroza el interior del templo. El 23 de agosto, el Ayuntamiento aprovecha los hechos para proclamar ya una demolición parcial de la iglesia. Según el alcalde: “es evidente que, ante todo ha de estudiarse el quitar ese taponamiento que hoy obstruye la calle Colón, como seguramente se puede quitar, dejando solamente la parte del edificio, digámoslo así más ornamental, que es el recayente a la plaza Constitución se me había ocurrido que se propusiera al Estado cediera dicho edificio al Ayuntamiento para construir allí el archivo provincial de protocolos histórico, que es de una importancia extraordinaria par ala unificación y conservación de los documentos históricos”.
El 17 de noviembre, ya sucede a Manuel Aragonés Josep Castelló-Tárrega como alcalde en el pleno del ayuntamiento se presenta una moción urgente: “que el edificio de la Iglesia de Santa María sea derribado totalmente”. Se aprueba por unanimidad, y en el texto que lo respalda se justifica la medida por “razones de salubridad o urbanísticas”.
El 11 de mayo de 1937 solo quedaban los portales del edificio. Esa misma mañana se había recibido la orden de suspensión de la demolición emitida por la Dirección de Bellas Artes.
Los portales se desmontaron en agosto de 1937. No todo se perdió de aquella iglesia. Hubo muchas personas, de todas las ideologías que contribuyeron a proteger y guardar parte de lo que había sido el rico patrimonio de Santa María. También se conservaron algunos portales. Las piedras de la iglesia se utilizaron para la construcción del nuevo edificio del matadero.
Cuando los sublevados entraron en Castellón, el primer Ayuntamiento del 1 de septiembre de 1938 planteó ya la construcción de la tercera Iglesia Mayor de Santa María.
Con la victoria del Bando sublevado, la República da paso a una dictadura gobernada por Franco. Es entonces cuando se crea un órgano destinado a la reconstrucción de zonas devastadas por la guerra.
El proyecto de la nueva iglesia de Santa María fue realizado por el arquitecto Vicente Traver, que tomó posesión de la alcaldía el 15 de abril de 1939 y dirigió los trabajos de construcción que comenzaron el 14 de junio de 1939.
Los gastos iniciales fueron cubiertos gracias a esta Comisión de Regiones Devastadas, pese a que Castellón había sufrido en menor medida los destrozos de la Guerra Civil, gracias a intervenciones como la de Serrano Súñer, cuyo padre fue el ingeniero que construyó el Puerto de Castellón.
Poco a poco, Santa María volvió a cobrar forma. El proyecto de Traver se ejecutó por fases. Comenzó por la parte principal del templo, que se retranqueaba unos metros de la calle Colón para mantener la anchura de la calle.
En mayo de 2003, el obispo de la diócesis de Segorbe-Castellón José María Reig Pla, el alcalde de Castellón, José Luis Gimeno, y el conseller de Obras Públicas, José Ramón García Antón, firmaron un convenio para financiar la última fase de la reconstrucción de la concatedral de Santa María, cuyo importe global ascendía a 2 millones de euros, con una subvención por parte de la Conselleria de 1,3 millones de euros.
Tras la firma del convenio se realizó el acto de la puesta de la primera piedra de la obra que daba lugar a la creación del edificio para usos de apoyo a la concatedral, con Sacristía Mayor, Sala Capitular, Museo, archivo salas de reunión y despachos, vestuarios y almacenes, así como el Claustro, concebido como un elemento de unión en todo el conjunto de la concatedral.
La última fase también tenía como cerrar el solar y embellecer estéticamente toda la zona comprendida por la calle Mayor, calle Colón y Arcipreste Balaguer.